# Maximum the Hormone
Maximum the Hormone (jap. マキシマムザホルモン, Makishimamu za Horumon) – japoński zespół crossoverowy. W swojej muzyce miesza takie gatunki jak punk, thrash metal, indie rock czy funk. W stylistyce zespołu mocno odczuwa się inspiracje rodzimą spuścizną zespołów j-rockowych. Ich najbardziej rozpoznawalny utwór – F – opowiadający o Frieza’zie z anime Dragon Ball Z został wykorzystany jako główny motyw w kinowym filmie Dragon Ball Z Fukkatsu no F.

## Historia
Zespół założony został w roku 1998 przez Daisukego Tsudę i Nawo Kawakitę oraz Sugiego i Keya. Ostatni dwaj odeszli jednak w 1999 roku, niedługo po wydaniu pierwszego albumu – A.S.A. Crew.
Później, w roku 2001, do zespołu dołączyli basista Uehara Futoshi (Ue-chan) i młodszy brat Nawo, Ryō Kawakita (Maximum the Ryō), który zajął miejsce gitarzysty. Wtedy zmienił się również styl zespołu – Ryō zajął się melodycznym wokalem i pisaniem tekstów piosenek, a Daisuke śpiewem bardziej raperskim i krzykliwym. Po tych zmianach członkowie zdecydowali, aby zmienić zapis nazwy zespołu – z alfabetu łacińskiego na katakanę. W tym samym roku wydali trzy single oraz minialbum Ootori. Rok później pojawił się następny singel oraz nowy album, Mimi kajiru, eksponujący bardziej krzykliwy wokal Daisukego i bas Ue-chan.
W roku 2004, wraz z następnym albumem (Kusoban), zespół zmienił nieco styl, wtrącając w ciężkie brzmienia elementy lekkiej muzyki pop. Ta zmiana przyciągnęła wielu nowych fanów.
Popularność zespołu jeszcze bardziej zwiększył wydany w 2005 roku album Rokkinpo goroshi. Zaczęli występować na większych imprezach, wydali nawet koncertowe DVD – Debu vs. Debu. Utwór Rolling1000toon wykorzystany został w endingu anime Air Master.
W roku 2006 singel Koi no megalover zajął 9. miejsce na lokalnej liście przebojów. Utwory What’s up, people?! oraz Zetsubō Billy wykorzystane zostały jako opening i ending w anime Death Note, zaś Akagi w serialu animowanym Tōhai densetsu Akagi: Yami ni maiorita tensai.
Na początku 2007 roku zespół wydał album Buiikikaesu – jak dotąd najlepiej sprzedającą się płytę zespołu.

## Członkowie
- Daisuke Tsuda (ダイスケはん Daisuke-han) – wokal
- Ryō Kawakita (マキシマムザ亮君 Maximum the Ryō) – gitara, wokal
- Futoshi Uehara (上ちゃん Ue-chan) – gitara basowa, backwokal
- Nao Kawakita (ナオ Nao) – perkusja, wokal

### Byli członkowie
- Sugi – gitarzysta
- Key – basista

## Dyskografia

### Albumy
- (29.08.99) A.S.A. Crew
- (14.02.01) Ootori (鳳)
- (23.10.02) Mimi kajiru (耳噛じる)
- (12.01.04) Kusoban (糞盤)
- (02.03.05) Rokkinpo Goroshi (ロッキンポ殺し)

- (14.03.07) Buiikikaesu (ぶっ生き返す)

- (31.07.13) Yoshu Fukushu (予襲復讐)

### Single
- (??.10.00) Bullpen Catcher's Dream (ブルペン キャッチャーズ ドリーム)
- (25.09.02) Niku cup (肉コップ)
- (13.09.03) Enzui tsuki waru (延髄突き割る)
- (23.06.04) Rock bankurawase/Minoreba rock (ロック番狂わせ／ミノレバ☆ロック)
- (25.11.04) Houchou hasami cutter knife dosu kiri/Rei rei rei rei rei rei rei rei ma ma ma ma ma ma ma ma
(包丁・ハサミ・カッター・ナイフ・ドス・キリ / 霊霊霊霊霊霊霊霊魔魔魔魔魔魔魔魔)
- (16.11.05) Zawa.. ..zawa.. .. ..z.. zawa.. .. .. ..zawa (ざわ・・・ざわ・・・ざ・・ざわ・・・・・・ざわ)
- (05.06.06) Koi no megalover (恋のメガラバ)
- (09.08.08) Tsume Tsume Tsume/F (爪爪爪／「F」)
- (23.03.11) Greatest the Hits 2011–2011 (グレイテスト・ザ・ヒッツ 2011〜2011)

### DVD
- (15.09.05) Debu vs. Debu
- (19.03.08) Deco vs. Deco